# Reserva Natural Integral do Tsingy de Bemaraha
O Reserva Natural Integral do Tsingy de Bemaraha fica na costa Oeste de Madagáscar e é próximo às cidades de Morondava e Antsalova. Por causa da sua geografia única, florestas de mangal preservadas, lémures e pássaros selvagens foi declarada Património Mundial da UNESCO em 1990.
Os Tsingy são um planalto de calcário de 1500 km2 que milhares de anos de erosão pela água e pelo vento esculpiram e transformaram numa densa floresta de aguçadíssimos picos calcários, que chegam até 100 metros de altura.